# Associazione Calcio Padova 1965-1966
Questa pagina raccoglie i dati riguardanti l'Associazione Calcio Padova nelle competizioni ufficiali della stagione 1965-1966.

## Stagione
Il Padova nella Serie B 1965-1966 si è classificato al nono posto con 37 punti.
In Coppa Italia è stato eliminato al primo turno dal Lanerossi Vicenza, perdendo al Menti per 2-0.

## Rosa
| N. |                   | Ruolo | Calciatore          |
| -- | ----------------- | ----- | ------------------- |
|    | Italia (bandiera) | P     | Giuseppe Bini       |
|    | Italia (bandiera) | P     | Claudio Galassi     |
|    | Italia (bandiera) | P     | Walter Pontel       |
|    | Italia (bandiera) | D     | Valeriano Barbiero  |
|    | Italia (bandiera) | D     | Giorgio Barbolini   |
|    | Italia (bandiera) | D     | Luciano Buzzacchera |
|    | Italia (bandiera) | D     | Cristiano Cervato   |
|    | Italia (bandiera) | D     | Giovanni Fracon     |
|    | Italia (bandiera) | D     | Lucillo Gallio      |
|    | Italia (bandiera) | D     | Carlo Morganti      |
|    | Italia (bandiera) | D     | Giampaolo Sartori   |
|    | Italia (bandiera) | D     | Giorgio Sereni      |
|    | Italia (bandiera) | D     | Gino Vecchi         |
|    | Italia (bandiera) | C     | Alberto Bigon       |
|    | Italia (bandiera) | C     | Carlo Chiodi        |

| N. |                   | Ruolo | Calciatore          |
| -- | ----------------- | ----- | ------------------- |
|    | Italia (bandiera) | C     | Rinaldo Frezza      |
|    | Italia (bandiera) | C     | Claudio Lanciaprima |
|    | Italia (bandiera) | C     | Gianni Lazzaretto   |
|    | Italia (bandiera) | C     | Roberto Mazzanti    |
|    | Italia (bandiera) | C     | Lucio Mongardi      |
|    | Italia (bandiera) | C     | Bruno Pace          |
|    | Italia (bandiera) | C     | Roberto Panisi      |
|    | Italia (bandiera) | C     | Italo Carminati     |
|    | Italia (bandiera) | C     | Giuseppe Del Zotto  |
|    | Italia (bandiera) | A     | Paolo Bergamo       |
|    | Italia (bandiera) | A     | Faustino Goffi      |
|    | Italia (bandiera) | A     | Vittorio Morelli    |
|    | Italia (bandiera) | A     | Alberto Novelli     |
|    | Italia (bandiera) | A     | Angelo Quintavalle  |

## Risultati

### Campionato

#### Girone di andata
| 5 settembre 1965 1ª giornata | Catanzaro | 1 – 0 | Padova |  |

| 22 dicembre 1946 2ª giornata | Reggina | 3 – 1 | Padova |  |

| 19 settembre 1965 3ª giornata | Padova | 4 – 0 | Reggiana |  |

| 26 settembre 1965 4ª giornata | Padova | 0 – 1 | Mantova |  |

| 3 ottobre 1965 5ª giornata | Potenza | 2 – 0 | Padova |  |

| 10 ottobre 1965 6ª giornata | Padova | 1 – 3 | Palermo |  |

| 17 ottobre 1965 7ª giornata | Monza | 0 – 0 | Padova |  |

| 1º novembre 1964 8ª giornata | Padova | 2 – 1 | Pisa |  |

| 31 ottobre 1965 9ª giornata | Novara | 1 – 1 | Padova |  |

| 7 novembre 1965 10ª giornata | Padova | 5 – 0 | Trani |  |

| 14 novembre 1965 11ª giornata | Livorno | 5 – 2 | Padova |  |

| 21 novembre 1965 12ª giornata | Lecco | 1 – 0 | Padova |  |

| 28 novembre 1965 13ª giornata | Padova | 1 – 0 | Alessandria |  |

| 5 dicembre 1965 14ª giornata | Genoa | 2 – 2 | Padova |  |

| 1º ottobre 1989 15ª giornata | Padova | 0 – 2 | Pro Patria |  |

| 23 novembre 1947 16ª giornata | Padova | 1 – 2 | Venezia |  |

| 2 gennaio 1966 17ª giornata | Messina | 1 – 0 | Padova |  |

| 9 gennaio 1966 18ª giornata | Padova | 1 – 1 | Verona |  |

| 16 gennaio 1966 19ª giornata | Padova | 0 – 0 | Modena |  |

#### Girone di ritorno
| 6 febbraio 1966 20ª giornata | Padova | 0 – 0 | Catanzaro |  |

| 13 febbraio 1966 21ª giornata | Padova | 1 – 0 | Reggina |  |

| 20 febbraio 1966 22ª giornata | Reggiana | 0 – 2 | Padova |  |

| 27 febbraio 1966 23ª giornata | Mantova | 0 – 0 | Padova |  |

| 6 marzo 1966 24ª giornata | Padova | 2 – 0 | Potenza |  |

| 20 marzo 1966 25ª giornata | Palermo | 4 – 0 | Padova |  |

| 27 marzo 1966 26ª giornata | Padova | 2 – 0 | Monza |  |

| 3 aprile 1966 27ª giornata | Pisa | 1 – 0 | Padova |  |

| 10 aprile 1966 28ª giornata | Padova | 3 – 1 | Novara |  |

| 17 aprile 1966 29ª giornata | Trani | 1 – 2 | Padova |  |

| 24 aprile 1966 30ª giornata | Padova | 1 – 1 | Livorno |  |

| 1º maggio 1966 31ª giornata | Padova | 1 – 0 | Lecco |  |

| 8 maggio 1966 32ª giornata | Alessandria | 0 – 0 | Padova |  |

| 15 maggio 1966 33ª giornata | Padova | 2 – 0 | Genoa |  |

| 22 maggio 1966 34ª giornata | Pro Patria | 2 – 1 | Padova |  |

| 29 maggio 1966 35ª giornata | Venezia | 3 – 1 | Padova |  |

| 5 giugno 1966 36ª giornata | Padova | 4 – 1 | Messina |  |

| 12 giugno 1966 37ª giornata | Verona | 1 – 1 | Padova |  |

| 19 giugno 1966 38ª giornata | Modena | 1 – 1 | Padova |  |

## Statistiche

### Statistiche dei giocatori
| Giocatore      | Serie B  | Serie B | Coppa Italia | Coppa Italia | Totale   | Totale |
| Giocatore      | Presenze | Reti    | Presenze     | Reti         | Presenze | Reti   |
| -------------- | -------- | ------- | ------------ | ------------ | -------- | ------ |
| G. Bini        | 4        | ?       | ?            | ?            | 4+       | ?      |
| C. Galassi     | 14       | ?       | ?            | ?            | 14+      | ?      |
| W. Pontel      | 20       | ?       | ?            | ?            | 20+      | ?      |
| V. Barbiero    | 14       | 0       | ?            | ?            | 14+      | 0+     |
| G. Barbolini   | 29       | 0       | ?            | ?            | 29+      | 0+     |
| L. Buzzacchera | 8        | 0       | ?            | ?            | 8+       | 0+     |
| C. Cervato     | 28       | 0       | ?            | ?            | 28+      | 0+     |
| G. Fracon      | 6        | 0       | ?            | ?            | 6+       | 0+     |
| L. Gallio      | 17       | 0       | ?            | ?            | 17+      | 0+     |
| C. Morganti    | 3        | 0       | ?            | ?            | 3+       | 0+     |
| G. Sartori     | 11       | 0       | ?            | ?            | 11+      | 0+     |
| G. Sereni      | 19       | 1       | ?            | ?            | 19+      | 1+     |
| G. Vecchi      | 16       | 0       | ?            | ?            | 16+      | 0+     |
| A. Bigon       | 24       | 5       | ?            | ?            | 24+      | 5+     |
| C. Chiodi      | 14       | 1       | ?            | ?            | 14+      | 1+     |
| R. Frezza      | 25       | 0       | ?            | ?            | 25+      | 0+     |
| C. Lanciaprima | 11       | 0       | ?            | ?            | 11+      | 0+     |
| G. Lazzaretto  | 1        | 0       | ?            | ?            | 1+       | 0+     |
| R. Mazzanti    | 24       | 4       | ?            | ?            | 24+      | 4+     |
| B. Pace        | 31       | 8       | ?            | ?            | 31+      | 8+     |
| R. Panisi      | 7        | 1       | ?            | ?            | 7+       | 1+     |
| I. Carminati   | 32       | 12      | ?            | ?            | 32+      | 12+    |
| G. Del Zotto   | 5        | 0       | ?            | ?            | 5+       | 0+     |
| P. Bergamo     | 1        | 0       | ?            | ?            | 1+       | 0+     |
| F. Goffi       | 13       | 4       | ?            | ?            | 13+      | 4+     |
| V. Morelli     | 3        | 0       | ?            | ?            | 3+       | 0+     |
| A. Novelli     | 31       | 5       | ?            | ?            | 31+      | 5+     |
| A. Quintavalle | 7        | 0       | ?            | ?            | 7+       | 0+     |